# Greve dos professores no Arizona em 2018
A greve dos professores do Arizona de 2018 foi realizada entre os dias 26 de abril a 3 de maio de 2018 contando com 20.000 professores para protestar contra baixos salários e cortes no financiamento escolar. O governador do Arizona, Doug Ducey, havia aprovado uma proposta que concedia um aumento de 20% aos professores até 2020, com um aumento de 9% em 2019; os professores rejeitaram essa proposta, pois ela não previa um aumento no financiamento das próprias escolas ou aumentos para a equipe de apoio.
A greve ocorreu após ações semelhantes na Virgínia Ocidental e em Oklahoma e foi a terceira em uma onda de greves de professores nos Estados Unidos. Foi a primeira ação desse tipo realizada por professores no estado do Arizona.
A greve terminou em 3 de maio de 2018, quando o governo do Arizona concordou em aumentar o financiamento para aumentar os salários da equipe de apoio e diminuir a proporção entre alunos e conselheiros.

## Contexto
Os professores começaram a realizar protestos nas dependências escolares na semana de 9 de abril, durante os quais protestaram a favor do aumento do financiamento nos campi das escolas e discutiram os motivos dos protestos com os pais dos alunos e as partes interessadas. Os professores também vestiram roupas vermelhas nas escolas para indicar solidariedade aos professores que estavam realizando greves em outros estados. Esses protestos foram organizados pela Arizona Educators United (AEU) e foram planejados em parte nas mídias sociais.
Os legisladores do Arizona ofereceram originalmente aos professores um aumento de 1% em 2018, com um aumento adicional de 1% em 2019. Doug Ducey, o governador do estado, indicou ainda que era improvável que as demandas por um aumento de 20% fossem atendidas e que não haveria aumento de impostos para aumentar os gastos com educação.
Contradizendo suas declarações anteriores, Ducey anunciou em 13 de abril que haveria um aumento de 20% para os professores na forma de um aumento de 10% em 2019 e um aumento de 10% em 2020, e que 1 bilhão de dólares em financiamento cortados na última década seriam restaurados nos próximos anos. Quando divulgado, Ducey não discutiu como os aumentos seriam financiados. O anúncio foi recebido com ceticismo pelos organizadores trabalhistas.

### Estado do financiamento da educação no Arizona
Antes da greve, os salários dos professores em 2018 eram entre 8 000 e 9 000 dólares, mais baixos do que os salários dos professores em 1990, quando ajustados pela inflação. Os salários dos professores no Arizona eram alguns dos mais baixos dos Estados Unidos, com média de 48 372 dólares por ano no contexto. No ano de 2017, o Arizona ficou em último lugar entre todos os cinquenta estados em relação ao salário médio do ensino fundamental e em penúltimo lugar em relação ao salário dos professores do ensino médio. Desde a Grande Recessão, o financiamento no estado foi cortado em 14%. Os cortes foram ainda mais exacerbados pela tendência de privatização no estado, que levou à insegurança no emprego.

## Passeata
Os professores votaram em 19 de abril para iniciar uma paralisação no dia 26 de abril. Das 57.000 pessoas que votaram, 78% foram a favor da paralisação. A decisão de fazer a paralisação foi, em parte, precipitada por um plano instável para financiar a proposta do governador Ducey do início de abril, que teria criado um déficit de 265 milhões de dólares  após sua implementação. Durante a greve, os professores organizaram vários eventos, tanto para discutir suas motivações com o público quanto para garantir que os alunos dependentes de refeições subsidiadas ainda recebessem alimentos.
No dia 1º de maio, no dia do trabalhador, os professores concordaram em encerrar a greve se os legisladores do Arizona aprovassem um novo orçamento com aumentos e mais investimento nas escolas. A greve terminou oficialmente depois que o orçamento foi aprovado em 3 de maio.

### Demandas
As reivindicações da AEU incluem um aumento de 20% para todos os professores e funcionários durante o ano letivo de 2018-2019, o retorno do financiamento aos níveis anteriores à recessão e uma redução no tamanho das turmas para uma proporção de alunos por professor de 23 alunos para cada professor.

### Respostas de autoridades estaduais
Os legisladores democratas da Câmara do Arizona endossaram a greve planejada. A democrata Rebecca Rios [en] referiu-se a greve como “corajosa e justa”. Em seu Twitter, Ducey, condenou os resultados da votação, expressando o temor de que os alunos seriam “os que perderiam” se a paralisação ocorresse.